# Callionymus fluviatilis
Callionymus fluviatilis là một loài cá biển thuộc chi Callionymus trong họ Cá đàn lia. Loài này được mô tả lần đầu tiên vào năm 1876.

## Phân bố và môi trường sống
C. fluviatilis có phạm vi phân bố rộng rãi ở vùng biển Ấn Độ Dương - Thái Bình Dương. Loài cá này được tìm thấy từ vùng biển bao quanh tiểu lục địa Ấn Độ đến Việt Nam. Chúng ưa sống ở môi trường nước lợ và rất phổ biến ở vùng đồng bằng sông Cửu Long.

## Mô tả
Mẫu vật lớn nhất của C. fluviatilis có chiều dài cơ thể được ghi nhận là 7 cm. Cơ thể của chúng có màu vàng cát, vùng dưới cơ thể sáng màu hơn. Vây lưng thứ nhất có một đốm đen trên màng vây thứ ba. Vây lưng thứ hai, vây đuôi, vây ngực và vây bụng lốm đốm các chấm nâu. Vây hậu môn màu trắng. Vây lưng thứ nhất thấp hơn vây lưng thứ hai.
Số gai ở vây lưng: 4; Số tia vây mềm ở vây lưng: 10; Số gai ở vây hậu môn: 0; Số tia vây mềm ở vây hậu môn: 9.